# Kajagoogoo
Kajagoogoo fue una banda británica de música pop, fundada en 1978.
La banda obtuvo gran éxito en los años ochenta, especialmente por su canción publicada en 1983 «Too Shy», que alcanzó el número 1 de las listas británicas. En 2018 su música fue utilizada como banda sonora para la película interactiva Black Mirror: Bandersnatch.

## Historia
La banda se fundó en Leighton Buzzard, Bedfordshire, en 1979 como un grupo instrumental llamado Art Nouveau, integrado por Nick Beggs, Steve Askew, Stuart Croxford Neale y Jez Strode. Art Nouveau lanzó un sencillo llamado «The Fear Machine» que vendió unos pocos cientos de copias y alguna vez fue tocado en el programa de John Peel.
En 1981 comenzaron a buscar un cantante y escogieron a Christopher Hamill, quien usaba como nombre artístico Limahl, que era un anagrama de su apellido. El nombre del grupo, ideado por Nick Beggs, cambió a Kajagoogoo, que es la escritura ligeramente alterada de los primeros sonidos que hace un bebé, algo como "GagaGooGoo".
El grupo llamó la atención de tres sellos discográficos y de Nick Rhodes, de Duran Duran, mientras tocaban en el Embassy Club de Londres. Finalmente en julio de 1982 firman con EMI y Rhodes se convirtió en productor de su primer álbum, White Feathers. Mientras se realizaba la grabación actuaban como banda soporte del grupo Fashion durante su gira. El sencillo debut «Too Shy» se lanzó en enero de 1983 y llegó al número uno de las listas británicas (antes de cualquier éxito de Duran Duran). «Ooh to Be Aah», el segundo sencillo del álbum, llegó al puesto 7 en las listas británicas y «Hang on Now», el tercer sencillo del álbum, llegó al puesto número 13 en las listas británicas y fue el segundo sencillo de la banda en llegar al Billboard Hot 100, alcanzando al puesto 78.

"Too Shy es uno de los sencillo más endebles de la new wave, con una melodía pegajosa disfrazada de pop sintetizado. Y, sin embargo, Kajagoogoo nunca volvió a igualar esas alturas, de hecho, casi nunca se acercaron. Su álbum debut, White Feathers, está lleno de un pop sintetizado ligero (...) agradablemente bailable en un estilo sub-Duran Duran (...) sin ninguna utilidad excepto para los fetichistas de la new wave".
Stephen Thomas Erlewine (AllMusic) 

Con el éxito llegaron las tensiones entre los integrantes de la banda, lo que llevó finalmente al despido de Limahl en 1983, que fue reemplazado por Beggs. El primer sencillo después de este cambio fue «Big Apple», que llegó al top 10 a finales de ese mismo año, el siguiente fue «The Lion's Mouth» que llegó al top 30 y en ese punto finalizó el éxito comercial. Su siguiente álbum llamado Islands (1984) solo alcanzó el puesto #35 en el Reino Unido, Strode dejó la banda y los 3 miembros que permanecían en ella la rebautizaron como Kaja en 1985, pero finalmente se separaron en 1986.

"Limahl abandonó Kajagoogoo lo antes posible, dejando al grupo para perseguir una estrellato destinado a ser suyo. Por supuesto el destino decidió que Limahl sería desterrado a la oscuridad después de grabar el tema de La historia interminable. Pero su antigua banda se unió a las filas de los olvidados mucho antes. Reemplazando a Limahl con el vocalista Nick Beggs el grupo replicó el estilo de sintetizador liviano y bailable de su debut en su segundo álbum, Islands, con una diferencia crucial: esta vez no hay ganchos. Y sin los ganchos ni el encanto de Limahl la música de Kajagoogoo simplemente se desvanece."
Stephen Thomas Erlewine (AllMusic) 

Mientras tanto, y de forma similar, Limahl tuvo un éxito muy breve primero con la canción «Only for Love» que llegó al top 20 y después con «Never Ending Story», que llegó al top 5. Esta canción, producida por Giorgio Moroder, era el tema principal de la película La historia interminable, de 1984. Limahl posteriormente grabó el álbum Don't Suppose... con los productores Tim Palmer y De Harris, el cual fue un fracaso comercial. En 1986, de nuevo con Moroder, lanza el álbum Colour All My Days, que tampoco tuvo resonancia. En 1992, con el sello Bellaphon, lanza Love Is Blind solo en Alemania, el cual incluía una reedición de su éxito «Too Shy».
Los componentes del grupo se reunieron en 2004 para el programa Bands Reunited de la cadena VH1 y después incluso recibieron ofertas para que se mantuvieran como grupo, pero las diferencias entre sus integrantes no lo hizo posible. En 2007 Nick Beggs, Steve Askew y Stuart Neale continuaron tocando como Kajagoogoo. Posteriormente, en 2008, Limahl y Strode se reincorporaron al grupo y vio la luz un nuevo álbum, titulado Gone To The Moon.

## Discografía

### Álbumes de estudio
- 1983 White Feathers - #5 UK, #38 U.S.
- 1984 Islands - #35 UK (lanzado en Estados Unidos como Extra Play, bajo el nombre de Kaja) - #185 U.S.
- 1985 Crazy People's Right to Speak (lanzado bajo el nombre de Kaja)
- 2008 Gone To The Moon

### Compilaciones
- 1993 Too Shy: The Singles and More
- 1996 The Best of Kajagoogoo & Limahl
- 1996 The Very Best of Kajagoogoo
- 2003 Very Best of Kajagoogoo

### Sencillos
- 1983 «Too Shy» - #1 UK, #5 U.S.
- 1983 «Ooh to Be Ah» - #7 UK
- 1983 «Hang on Now» - #13 UK, #78 U.S.
- 1983 «Big Apple» #8 UK
- 1984 «The Lion's Mouth» - #25 UK
- 1984 «Turn Your Back On Me» - #47 UK
- 1985 «Shouldn't Do That» (como Kaja) - #63 UK
- 2007 «Rocket Boy»
- 2008 «Death Defying Headlines»